# Катвейк
Катвейк (нід. Katwijk) — громада в провінції Південна Голландія (Нідерланди). Тут впадає в Північне море річка Ауде-Рейн.

## Географія
Територія громади займає 31,15 км², з яких 24,75 км² — суша і 6,4 км² — водна поверхня. Станом на лютий 2020 року у громаді мешкає 65 819 особи.

## Історія
У римські часи, коли по Рейну проходив кордон між Римською імперією і землями германських племен, тут знаходилося римське поселення Lugdunum Batavorum. Кожне з поселень, що входять до складу нинішньої громади, має історію, висхідну до римських часів, однак сама назва «Катвейк» вперше з'являється в документах лише в 1231 році. Пізніше селища Катвейк-ан-Зе, Катвейк-ан-ден-Рейн і Валкенбюрг входили до складу однієї синьйорії. Королівським указом від 20 лютого 1817 року була утворена громада «Катвейк».
У сучасному складі громада Катвейк була утворена 1 січня 2006 року.

## Склад
У громаду Катвейк входять міста і села Катвейк-ан-ден-Рейн, Катвейк-ан-Зе, Катвейк-Норд, Рейнсбург і Валкенбург. Вони поступово зливаються в одне місто.

## Населення
Станом на 31 січня 2022 року населення муніципалітету становило 66081 осіб. Виходячи з площі муніципалітету 24,75 кв. км., станом на 31 січня 2022 року густота населення становила 2.670  осіб/кв. км.
За даними на 1 січня 2020 року 11,5%  мешканців муніципалітету мають емігрантське походження, у тому числі 5,8%  походили із західних країн, та 5,7%  — інших країн.